# Braquipteràcids
Els braquipteràcids (Brachypteraciidae) són una petita família d'ocells no migratoris restringida a Madagascar. Estan relacionats amb el blauet, l'abellerol i els coràcids. Al grup que més s'assemblin és l'últim i alguna vegada s'han considerat una subfamília d'aquest grup.

## Descripció
Tenen molts punts de coincidència amb els coràcids, com ara l'aspecte i la mida, ja que fan 25-49 cm de llargària. Són més terrestres que les espècies dels coràcids, i això es reflecteix en les seves potes més llargues i les ales més curtes i arrodonides.
No són tan acolorits com els coràcids, tenint uns dissenys a base de ratlles o taques. Són molt més difícils de descobrir i més tímids que els seus parents. Sovint es descobreix la seva presència per les vocalitzacions.

## Alimentació
Com els coràcids cacen rèptils i grans insectes.

## Reproducció
La parella cria en forats fets a terra, que ells mateixos excaven, a diferència dels coràcids, que poques vegades niden en forats a terra i menys encara cavant els seus nius.

## Taxonomia
Les anàlisis d'ADN confirmen la sistemàtica del grup. Potser caldria ajuntar Geobiastes i Brachypteracias en un únic gènere. Actualment no es coneixen fòssils d'aquesta família, ni hi ha cap prova que alguna vegada haja existit fora de Madagascar. 

Se n'han distingit cinc espècies en quatre gèneres:
- Gènere Brachypteracias
  - gaig terrestre camacurt (Brachypteracias leptosomus).[2]
- Gènere Geobiastes
  - gaig terrestre escatós (Geobiastes squamiger).[3]
- Gènere Uratelornis
  - gaig terrestre cuallarg (Uratelornis chimaera).[4]
- Gènere Atelornis
  - gaig terrestre capblau (Atelornis pittoides).[5]
  - gaig terrestre cap-rogenc (Atelornis crossleyi).[6]